# カト・クン・リー
カト・クン・リー（Kato Kung Lee、1946年12月9日 - 2016年5月7日）は、パナマの覆面レスラー。
息子のカト・クン・リー・ジュニアもプロレスラー。

## 来歴
パナマで空手の黒帯を取得、その格闘技経験を生かして1964年7月21日に「バリエンテ」の名でプロレスデビュー。1970年にメキシコ入りし映画『グリーン・ホーネット』でブルース・リーが演じた「加藤」とクンフーを捩り、1978年からカト・クン・リーを名乗る。
1984年からクン・フーとブラックマンとのトリオタッグチーム「ロス・ファンタスティコス」として活躍。1986年11月28日に行われたコントラマッチでは、エル・イホ・デル・サントに敗れマスクを剥がれた。以後素顔で活動していたが、暫くの期間をおいて再び覆面を被っている。
1990年11月、ユニバーサル・プロレスリングのマットに登場、初来日を果たす。以後もみちのくプロレス、SWSなどインディー団体を中心に来日を重ね、1999年、2000年には闘龍門MEXICOに出場。2000年代に入ってからはDEEPに参戦、50歳を過ぎてのMMAへの挑戦と注目を集めた。
2000年代後半に入ってからは、ほぼセミリタイア状態になっている。長年カトと交流があるイベントプロデューサーのロッシー小川の弁では、カトは何らかの病気を患っているようで「最近体調が良くない」と漏らしていたという。
2016年5月7日、心臓発作で死去。

## 得意技
裏拳
相手の顔面や後頭部、胸板などに手の甲側に向けた拳を打ち付ける。カトの裏拳はいわゆる旋回式バックブローではなく、水平チョップのように体の内側からコンパクトに拳を放つスタイルである。
事実上のフィニッシュ・ホールドであり、乱発はせず試合の要所で繰り出す。
トラース・キック
ややサイド気味のスタンスから放つ独特のモーションが特徴。打撃技のコンビネーションの締めとして用いることが多い。
三角蹴り
コーナーポストを踏み台にして放つ変則の飛び蹴り。下記のロープ渡りの流れからスイッチして繰り出すこともある。
サイクロン・ホイップ
突進してきた相手へのカウンターとして好んで使用する。
ロープ渡り
コーナーに追い詰められた際、セカンドロープ上を綱渡りのように移動して相手の背後を取る。新崎人生などが使用するものとは異なり、カトのロープ渡りはあくまでリングの構造を利用した移動技で、相手へのダメージを狙うものではない。

## タイトル歴
- NWA世界ウェルター級王座
- アレナコロセオタッグ王座（w / クン・フー）
- エルトレオトリオ王座（w / クン・フー、ブラックマン）
- みちのくふたり旅優勝（w / ザ・グレート・サスケ）